# روتن باخ
روتن باخ (به آلمانی: Rottenbach) یک منطقهٔ مسکونی در آلمان است که در کونیگز-روتنباخ واقع شده‌است. روتن باخ ۱٬۸۴۸ نفر جمعیت دارد.